# Kyōkai no Rinne
Kyōkai no Rinne (jap. 境界のRINNE), mit dem englischen Nebentitel Circle of Reincarnation, ist eine Mangaserie der japanischen Zeichnerin Rumiko Takahashi, die von April 2009 bis Dezember 2017 erschien. Das Werk ist den Genres Shōnen, Comedy und Romantik zuzuordnen. Eine Anime-Serie läuft seit April 2015 in Japan.

## Inhalt
Die Oberschülerin Sakura Mamiya (真宮 桜) hat seit einer übernatürlichen Erfahrung in ihrer Kindheit die Fähigkeit, Geister zu sehen. Doch belastet sie diese Fähigkeit, da die meisten Geister sie ansprechen und belästigen. Eines Schultages trifft sie Rinne Rokudō (六道 りんね, Rinne = „Samsara“, Rokudō = „Sechs Daseinsbereiche“), der, halb Shinigami, halb Mensch, von den anderen Schülern zunächst nicht wahrgenommen wird. Dies liegt an dem speziellen Mantel, genannt „Yomi no Haori“ (黄泉の羽織, dt. „Robe der Unterwelt“), den er trägt und der ihn für Menschen unsichtbar macht. Bald darauf erscheint er jedoch ohne diesen Mantel in der Schule und scheint wie ein ganz normaler Schüler.
Tatsächlich hat Rinne jedoch die Aufgabe umherirrende Geister zum Rad der Wiedergeburt (Samsara, Lebensrad) zu bringen, das dann als riesiges rotes Rad am Himmel erscheint. Dieses ermöglicht den Geistern das Verlassen der irdischen Welt, um wiedergeboren zu werden. Die Tatsache, dass er seit dem Tod seines Großvaters in finanzieller Not steckt und keinen festen Wohnsitz hat, erleichtert ihm diese Aufgabe nicht gerade. Seine Großmutter, eine richtige Shinigami verliebte sich einst in einen sterbenden Menschen, verlängerte dessen Leben um 50 Jahre und heiratete ihn. Als Preis dafür versprach sie, ihre Kinder und Enkelkinder ebenfalls in den Dienst der Shinigamis zu stellen. Sakura beginnt Rinne bei der Verbannung der Geister ins Jenseits zu helfen und so entwickelt sich zwischen den beiden eine Freundschaft.

## Veröffentlichung
Der Manga erschien zwischen  dem 22. April 2009 und dem 13. Dezember 2017 im Manga-Magazin Shōnen Sunday des Verlags Shogakukan. Die Einzelkapitel wurden auch in 40 Sammelbänden herausgebracht. Der US-amerikanische Verlag Viz Media veröffentlicht die Kapitel auf Englisch auf ihrer Shonen-Sunday-Website.
Der Manga erschien zwischen Mai 2010 und März 2024 vollständig bei Egmont Manga auf Deutsch.
Die ersten beiden Bände verkauften sich in Japan in den beiden Wochen nach ihrem Erscheinen bereits jeweils etwa 90.000-mal. Von allen drei Bänden wurden inzwischen über 200.000 Exemplare verkauft.

## Anime
Das Animationsstudio Brain’s Base adaptiert den Manga als Anime-Fernsehserie unter der Regie von Seiki Sugawara.
Die erste Staffel mit 25 Folgen lief vom 4. April bis 19. September 2015 auf dem Bildungskanal der öffentlich-rechtlichen NHK. Der Anime wird von Crunchyroll mit englischen Untertiteln als Simulcast in Nord- und Südamerika, Australien und Neuseeland unter dem Titel Rin-ne gestreamt. Eine zweite Staffel mit weiteren 25 Folgen lief vom 9. April bis 24. September 2016. Eine dritte 25-folgige Staffel startete am 8. April 2017 und lief bis zum 23. September 2017. Die Anime-Serie ist insgesamt 75 Folgen lang mit jeweils 25 Folgen pro Staffel.
In Deutschland lief die erste Staffel des Anime beim Streamingdienst Viewster als Simulcast.

### Synchronisation
| Rolle           | japanischer Sprecher (Seiyū) |
| --------------- | ---------------------------- |
| Rinne Rokudō    | Kaito Ishikawa               |
| Sakura Mamiya   | Marina Inoue                 |
| Rokumon         | Hitomi Nabatame              |
| Tsubasa Jūmonji | Ryohei Kimura                |
| Masato          | Tetsuya Kakihara             |
| Miho            | Sora Tokui                   |
| Rika            | Aya Suzaki                   |
| Narrator        | Tesshô Genda                 |
| Tamako          | Satsuki Yukino               |
| Sabato Rokudo   | Kappei Yamaguchi             |
| Kains Mutter    | Aya Endo                     |
| Sakuras Mutter  | Fumi Hirna                   |

### Musik
Der Soundtrack stammt von Akimitsu Honma. Für den Vorspann kommt der Titel Ōka Ranman (桜花爛漫) gesungen von Keytalk zum Einsatz und im Abspann Tokinowa (トキノワ) von Passepied.